# Preben Mahrt
Preben Mahrt (født 28. juli 1920 i Hellebæk, død 19. december 1989) var en dansk skuespiller.
Efter sin realeksamen kom han til Det kongelige Teaters elevskole, hvor han gik 1939-1941. Han blev engageret ved Aarhus Teater i perioden 1942-1944. Optrådte i forskellige revyer og musicals både i København og provinsen. Han blev i 1950'erne landskendt for reklamefilmen i biograferne for Brylcreem med sloganet: "Vil De have succes – brug Brylcreem". I 1963 deltog han i Dansk Melodi Grand Prix med sangen "Abstrakt", som dog kom på en samlet sidsteplads. Han er også kendt for sin rolle som Albert Arnesen, indehaver af Damernes Magasin i tv-serien Matador.
Han var først gift med skuespillerinden Erni Arneson Hersom (1948-1950) og fra 1953 med skuespillerinden Marguerite Viby. I 1978 sagde han farvel til scenen og bosatte sig med sin nye hustru Britta Sylvester Hvid (1919-1991) i Provence Sydfrankrig. Han er begravet på Vestre Kirkegård i København.

## Filmografi
Blandt de film, han medvirkede i, kan nævnes:
- Tante Cramers testamente – 1941
- Regnen holdt op – 1942
- Når bønder elsker – 1942
- Ta' briller på – 1942
- Lise kommer til byen – 1947
- Hatten er sat – 1947
- I de lyse nætter – 1948
- Hvor er far? – 1948
- Det gælder os alle – 1949
- Op og ned langs kysten – 1950
- Lynfotografen – 1950
- Min kone er uskyldig – 1950
- Din fortid er glemt – 1950
- Hold fingrene fra mor – 1951
- Vores fjerde far – 1951
- Tre finder en kro – 1955
- Den store gavtyv – 1956
- Hvad vil De ha'? – 1956
- Natlogi betalt – 1957
- Lån mig din kone – 1957
- Amor i telefonen – 1957
- Skarpe skud i Nyhavn – 1957
- Mor skal giftes – 1958
- Pigen og vandpytten – 1958
- Kærlighedens melodi – 1959
- Far til fire på Bornholm – 1959
- Helle for Helene – 1959
- Tre må man være – 1959
- Vi er allesammen tossede – 1959
- Kvindelist og kærlighed – 1960
- Eventyrrejsen – 1960
- Forelsket i København – 1960
- Den hvide hingst – 1961
- Rikki og mændene – 1962
- Slottet – 1964
- Mord for åbent tæppe – 1964
- Don Olsen kommer til byen – 1964
- Pigen og millionæren – 1965
- Jeg - en kvinde – 1965
- Jensen længe leve – 1965
- Flådens friske fyre – 1965
- Pigen og greven – 1966
- Slap af, Frede – 1966
- Soyas tagsten – 1966
- Nyhavns glade gutter – 1967
- Elsk din næste – 1967
- Mig og min lillebror og Bølle – 1969
- Nøglen til Paradis – 1970
- Guld til præriens skrappe drenge – 1971
- I morgen, min elskede – 1971
- Min søsters børn når de er værst – 1971
- Nu går den på Dagmar – 1972
- I Tyrens tegn – 1974
- Mafiaen, det er osse mig – 1974
- Overklassens hemmelige sexglæder – 1974
- I Tvillingernes tegn – 1975
- Brand-Børge rykker ud – 1976
- Spøgelsestoget – 1976